# Lampe torche

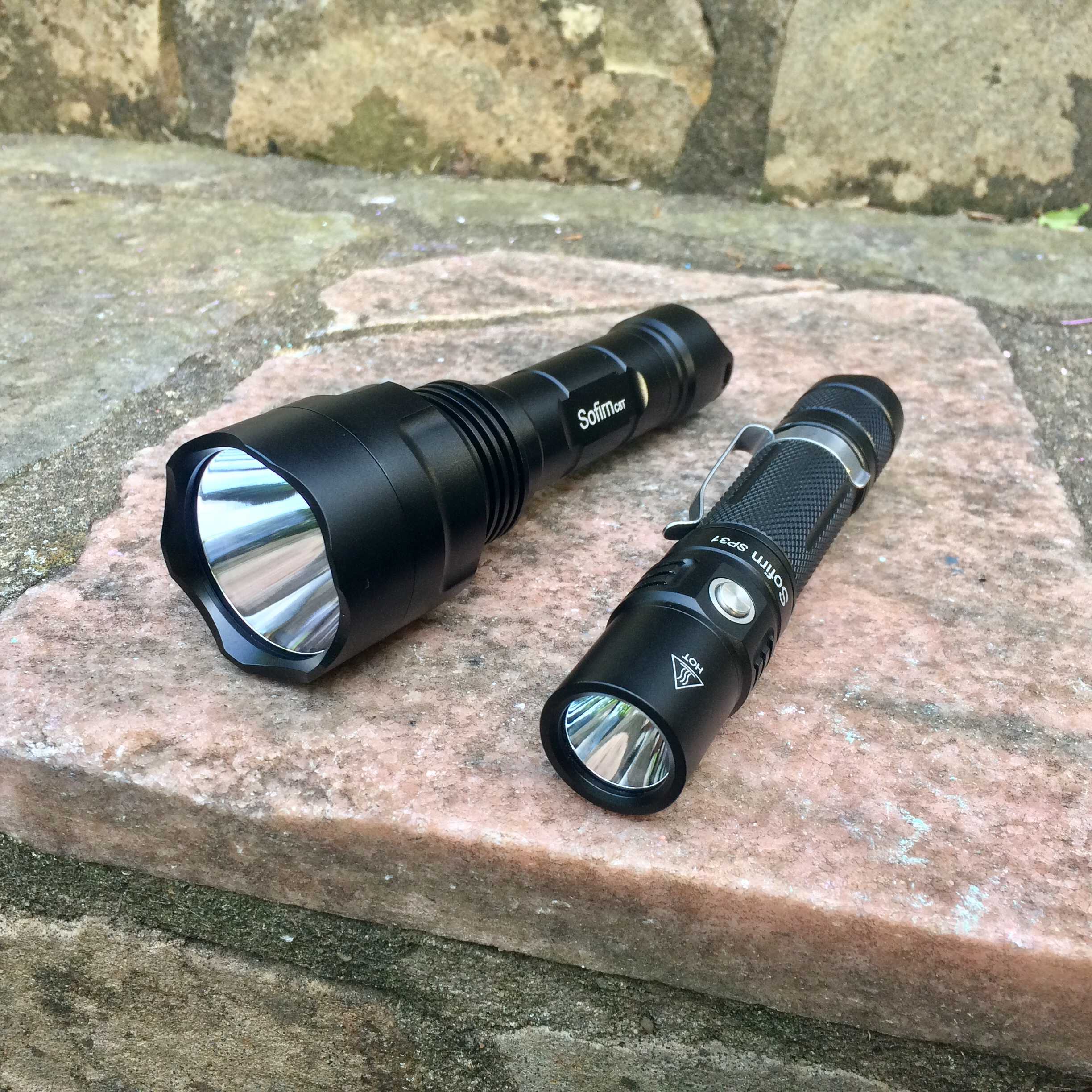
Un ensemble de lampes torche LED.

Une lampe torche ou lampe de poche est un appareil électrique portable produisant de la lumière. Celle-ci peut être générée par une ampoule située au foyer d'un miroir concave ou, de plus en plus fréquemment, par des diodes électroluminescentes (LED), aussi puissantes et plus économes.

## Histoire
| Le brevet 617.592 de Misell , une publicité de 1889 ; une lampe de poche de 1899. |  | Le brevet 617.592 de Misell , une publicité de 1889 ; une lampe de poche de 1899. |  | Le brevet 617.592 de Misell , une publicité de 1889 ; une lampe de poche de 1899. |
| Le brevet 617.592 de Misell , une publicité de 1889 ; une lampe de poche de 1899. |  |                                                                                   |  |                                                                                   |

La première lampe de poche est brevetée en 1897 par l'anglais David Misell (it) avec le brevet « U.S. Patent No. 617.592 », en présence de deux témoins en date du 5 octobre 1897.
Le 10 janvier 1899, Misell cède son brevet à la American Electrical Novelty and Manufacturing Company (en) qui donne certains de ces dispositifs à la police de New York. La lampe de poche de Misell utilisait une pile électrique zinc-charbon de type D et avait un réflecteur en laiton.

## Source lumineuse
Autrefois dominante, la lampe à incandescence a laissé la place à la diode électroluminescente.

## Architectures

### Lampes torches ou carrées
Présente dans la plupart des foyers, la lampe de poche peut n'être utilisée qu'occasionnellement, lors d'une panne de courant par exemple. Elle se présente généralement sous la forme d'un cylindre surmonté d'un réflecteur, dans le cas de la lampe torche, ou d'un pavé présentant la partie éclairante sur sa façade, dans le cas de la lampe rectangulaire (en fait, parallélipipédique, quelques très grands modèles à longue portée, pour la route, étant cependant à section carrée).
Les lampes « rectangulaires » étaient les plus utilisées dans les années 1950 parce qu'utilisant une pile de 4,5 V à trois éléments de longue durée (Wonder, fabricant de piles comme de lampes, les fournissait avec une ampoule pour 3,5 V), résistant bien à des périodes de non-utilisation prolongée, peu complexes à fabriquer, et tenant aisément dans une poche de veste.
Les lampes torches leur succédèrent peu à peu, s'imposant tout à fait avec l'augmentation de longévité des électrolytes dans les piles alcalines.

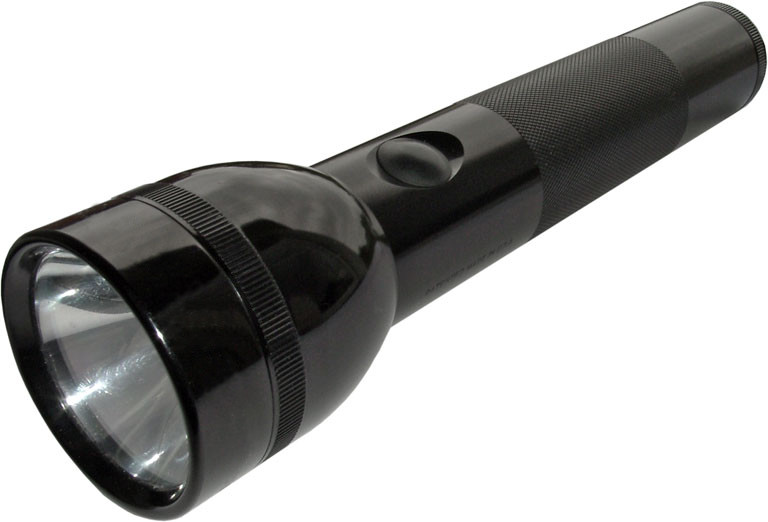
Lampe torche Maglite.
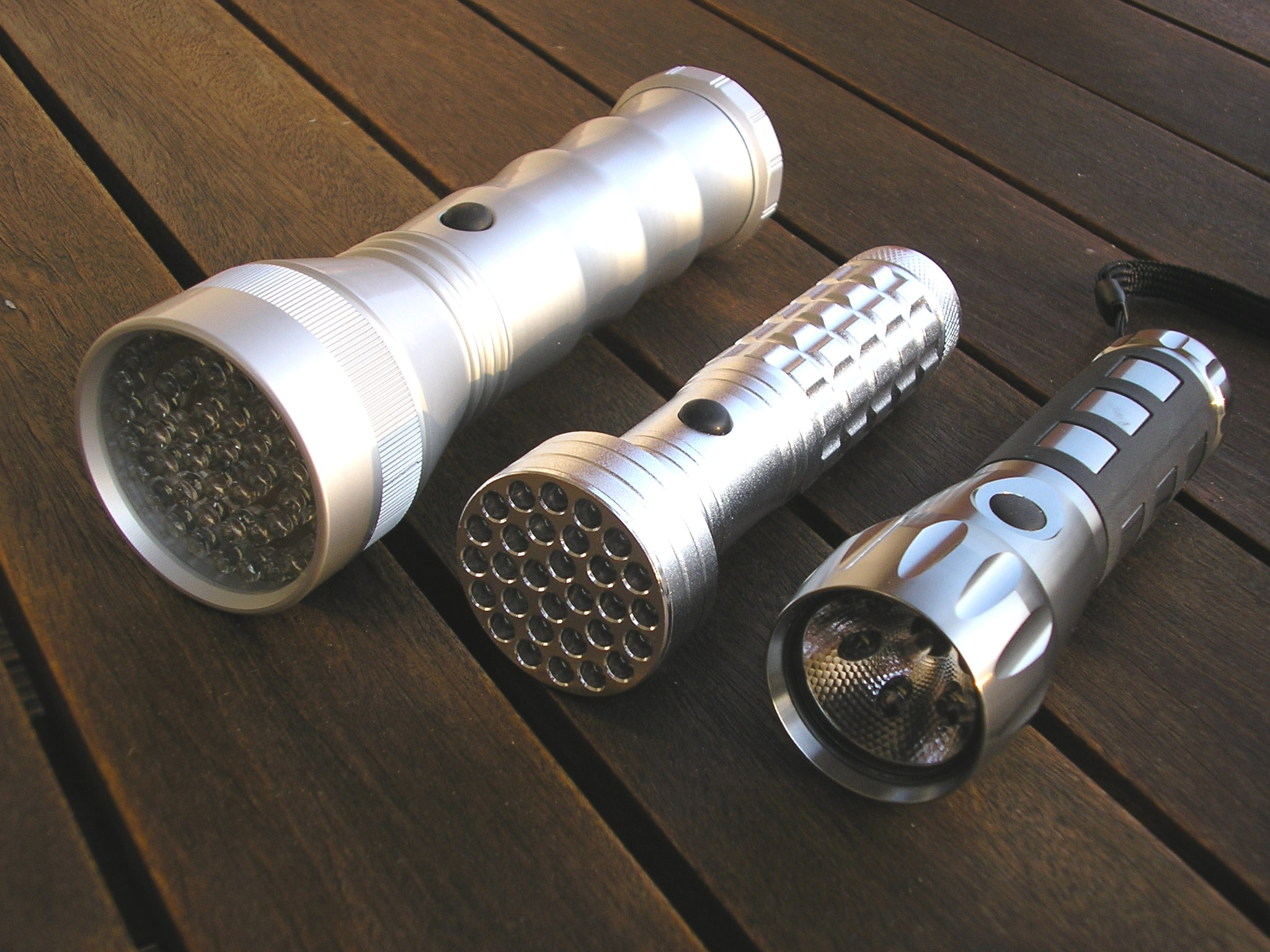
Lampes torches à 6, 30 et 49 LED.
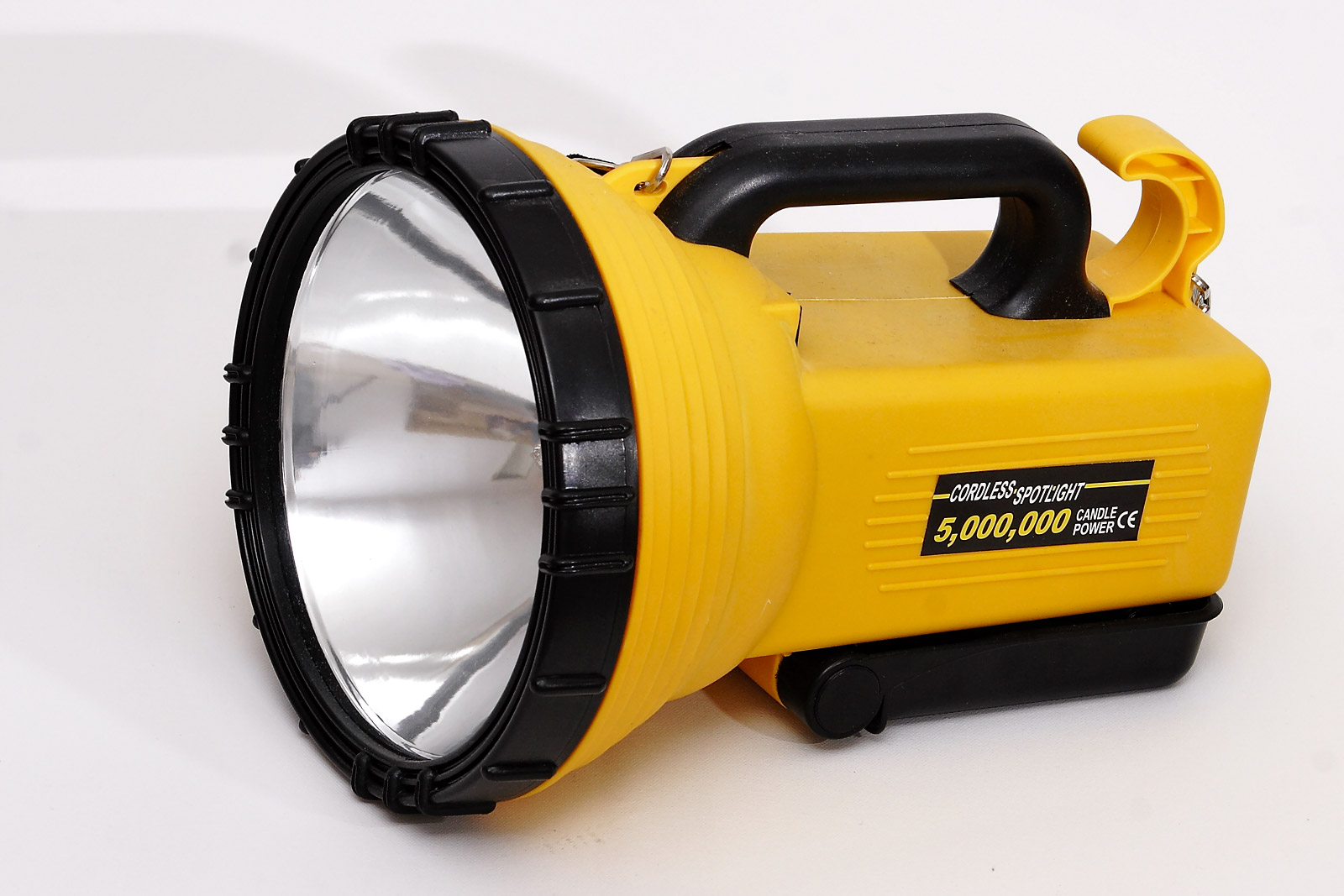
Lampe torche haute puissance dotée d'un large réflecteur.
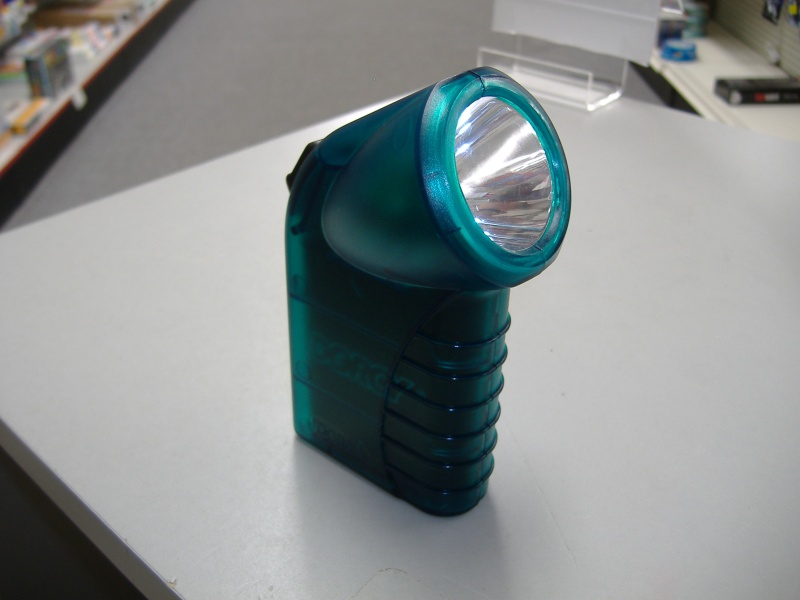
Une lampe de poche carrée.

### Lampes utilitaires
Certaines de ces lampes entrent difficilement dans la catégorie des lampes de poche

## Sources d'énergie

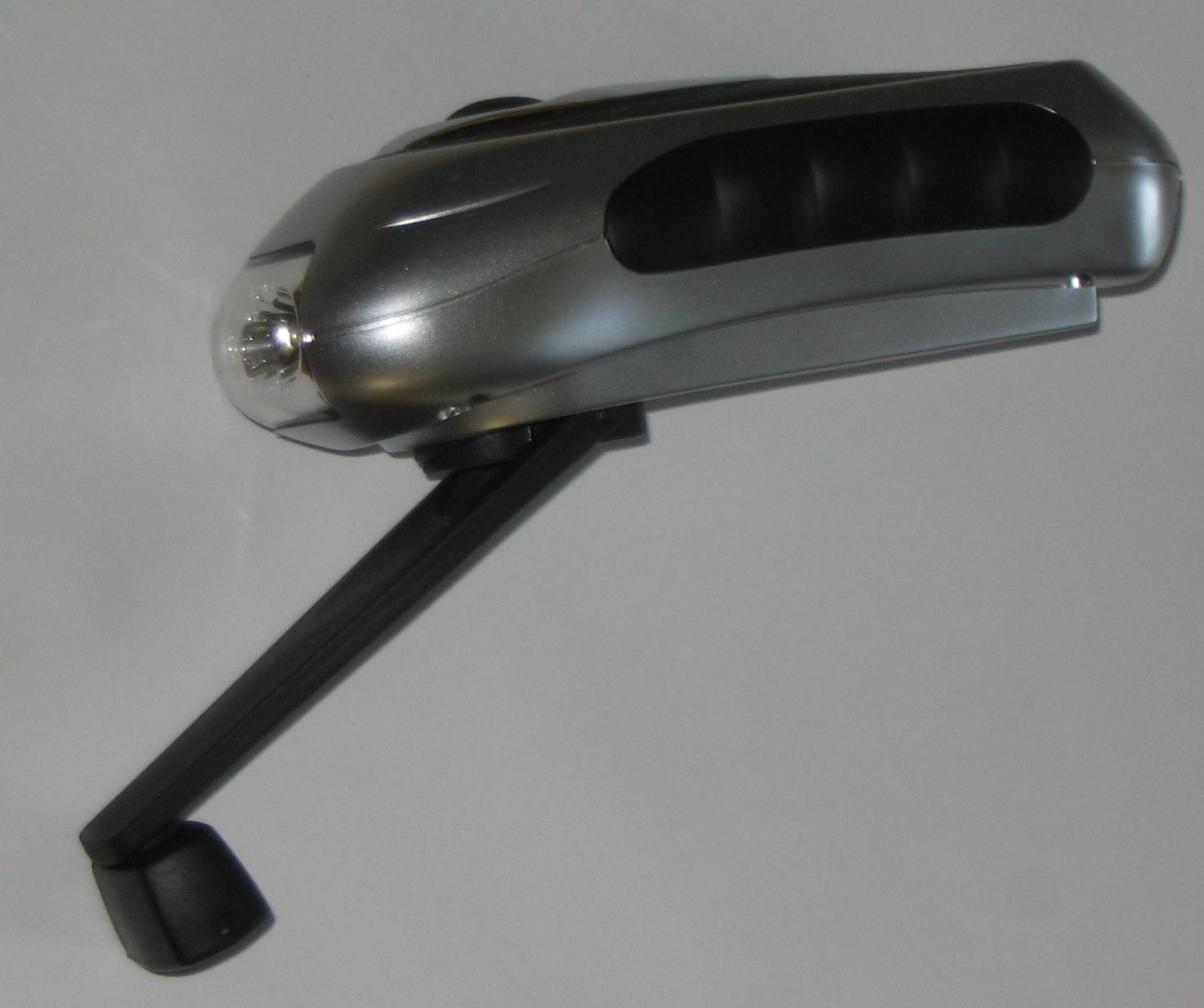
Une lampe torche dynamo.

La plupart des lampes de poche utilisent des piles. Certains modèles utilisent cependant d'autres systèmes, notamment avec une batterie et différents modes de chargement : 
- sur secteur ;
- sur port USB ;
- en tournant une manivelle, en pressant une poignée ou en tirant sur une ficelle (dynamo) ;
- en les secouant (aimant passant dans une bobine de cuivre) ;
- avec des cellules photovoltaïques.

Dans les années 1950, la lampe plate « Rotary » était alimentée par une dynamo actionnée par va-et vient sur une poignée. Elle devenait ainsi indépendante des piles, mais son éclairage manquait de régularité, le poignet de l'utilisateur s'y fatiguait au bout d'une dizaine de minutes, et surtout son usage était très bruyant, sans comparaison possible avec le silence d'une dynamo assurant la lumière des bicyclettes de l'époque.
Un autre type de lampe, dans les années 1960, se rechargeait sur le secteur et fournissait environ une heure de lumière avec les batteries de l'époque.